# Platinum End
Platinum End (プラチナエンド?, Purachina Endo) è un manga scritto da Tsugumi Ōba e disegnato da Takeshi Obata. Per la coppia si tratta della terza collaborazione dopo i fortunati Death Note e Bakuman. Il manga è edito dalla Shūeisha sulla rivista mensile Jump SQ. In Italia è stato distribuito da Planet Manga.

## Trama
Mirai Kakehashi è un ragazzo orfano di entrambi i genitori che vive con due zii che lo sottopongono a crudeli abusi. Subito dopo aver preso il diploma delle scuole medie decide di suicidarsi: stanco della sua vita irrimediabilmente triste e priva di alcuno scopo, si getta dalla cima di un grattacielo. Appena pronunciate quelle che crede essere le sue ultime parole, per le quali unico suo rimpianto era di non essere riuscito ad essere felice, Mirai viene salvato dall'angelo Nasse, che gli fa dono di speciali poteri così da poter ritrovare uno scopo nella vita.
Questi poteri consistono nelle ali angeliche, per volare ovunque si voglia, e delle frecce rosse e bianche, le prime per rendere una persona innamorata per 33 giorni, le seconde per causarne la morte. Mirai, ricordando le parole della madre, vuole usare i suoi poteri per la felicità delle persone, ma Nasse lo informa che essi gli sono stati donati in quanto è in corso una gara per il ruolo di nuovo Dio: 13 persone sono state scelte come candidati da angeli custodi come Nasse, ed essi devono contendersi il ruolo divino attraverso l'uso di questi poteri, senza possibilità di ritirarsi.
In particolare, Nasse è un angelo di livello speciale, il che significa che Mirai, insieme a pochi altri, dispone di tutti i poteri, altri candidati invece disporranno solo delle frecce o solo delle ali. Mirai, ancora sconvolto dagli avvenimenti, viene informato da Nasse che gli artefici della morte dei suoi amati genitori sono in realtà i suoi stessi zii e inizia perciò ad usare i suoi poteri in modi che mai avrebbe sognato o temuto. Mirai si precipita a casa degli zii e colpisce la zia con una freccia rossa, facendo sì che si innamori perdutamente di lui ed ubbidisca ad ogni sua richiesta; le chiede di dirgli la verità sulla morte dei genitori e lei ammette di aver collaborato con il marito per uccidere i genitori di Mirai in modo da mettere le mani sull'eredità che sarebbe dovuta essere del ragazzo. Mirai le grida furioso che avrebbero dovuto essere loro a morire e la zia, obbligata dalla magia della freccia, afferra un coltello e si uccide davanti a lui. Mirai è scioccato e fugge.
Pochi giorni dopo, nel nuovo appartamento ottenuto grazie all'uso di una freccia rossa, Mirai pensa a come usare i suoi nuovi poteri nel modo più giusto. Ignorando le proposte ingenue di Nasse di uccidere lo zio e i cugini per ottenere i suoi soldi, il tutto eventualmente reso facile dalla freccia angelica bianca, Mirai decide di colpire lo zio con la freccia rossa per obbligarlo a costituirsi e dice a Nasse di non voler usare la freccia bianca per alcun motivo.
Mentre discutono della gara per scegliere il nuovo Dio, Mirai e Nasse vedono in TV un uomo attorniato da cinque ragazze che si vanta del suo successo con le donne; alle sue spalle c'è un angelo simile a Nasse (visibile esclusivamente a chi è stato scelto da altri angeli) e concludono che ha usato la freccia rossa per far sì che le ragazze si innamorassero perdutamente di lui. Cogliendo l'occasione, Nasse spiega a Mirai che il potere della freccia rossa non può essere usato più di una volta sulla stessa persona e che l'unico modo per evitare di essere colpito è volare via con le ali, che sono più veloci di qualsiasi freccia.
Quello stesso giorno, l'uomo in TV viene colpito dalla freccia bianca di un individuo in armatura di metallo e muore durante una festa con 15 ragazze che subito smettono di essere sotto l'effetto della freccia rossa e corrono via disgustate e spaventate.
I notiziari dicono che l'uomo è morto a causa di un attacco di cuore, ma Nasse dice a Mirai che molto probabilmente è stato l'effetto di una freccia bianca e che la morte di uno dei prescelti dagli angeli significa che anche gli altri prescelti devono temere per la propria incolumità, Mirai compreso.

## Media

### Manga
Tre anni dopo la conclusione di Bakuman. la coppia Ōba-Obata ha annunciato la realizzazione di un nuovo lavoro. La pubblicazione è iniziata il 4 novembre 2015 con il primo capitolo ma già in precedenza era stato pubblicato il prologo. Prima ancora dell'inizio della serie, nel mese di ottobre, la statunitense Viz Media ne ha annunciato una versione inglese. Anche in Francia i diritti per l'opera sono già stati acquistati da Kazé. Il 4 febbraio 2016 è stato pubblicato il primo tankōbon contenente i primi tre capitoli.
In Italia è stato pubblicato da Panini Comics sotto l'etichetta Planet Manga nella collana Manga Fight dal 2 novembre 2017 all'8 luglio 2021.

#### Volumi
| Nº | Titolo italiano Giapponese 「Kanji」 - Rōmaji | Data di prima pubblicazione             | Data di prima pubblicazione             |
| Nº | Titolo italiano Giapponese 「Kanji」 - Rōmaji | Giapponese                              | Italiano                                |
| 1  | Platinum End 1 「プラチナエンド 1」 - Purachina Endo 1 | 4 febbraio 2016 ISBN 978-4-08-880637-2  | 2 novembre 2017 ISBN 978-88-912-6656-9  |
| 1  | Capitoli - 1. I doni dell'angelo (天使の贈り物?, Tenshi no okurimono) - 2. L'indole maschile (男の性?, Otoko no sei) - 3. L'eroe della giustizia (正義のヒーロー?, Seigi no hīrō) |                                         |                                         |
| 1  | Trama Il giorno del diploma il giovane Mirai Kakehashi decide di suicidarsi gettandosi da un palazzo ma poco prima di toccare il suolo viene salvato da un angelo dalle sembianze femminili di nome Nasse. Mirai giustifica il suo gesto con le crudeli angherie che i suoi zii (che lo hanno adottato dopo la morte dei genitori) gli infliggono quotidianamente. Nasse dice che vuole rendere felice Mirai donandogli delle ali che gli consentono di volare ad una velocità tale da non essere visto dagli esseri umani e due frecce,una Rossa capace di far innamorare di lui per 33 giorni una qualsiasi persona che viene colpita e una bianca che uccide istantaneamente. Conversando con l'angelo, il giovane Mirai scopre che la morte dei suoi genitori è stata tutta una manovra architettata dagli zii per poterlo adottare ed intascare la sua eredità. Inizialmente scettico si decide a tornare a casa ed usare l'arco sulla zia, che perdutamente innamorata del nipote a causa della freccia confessa il misfatto. Tuttavia la situazione sfugge di mano per via dell'arrivo dello zio e si conclude con il tragico suicidio della zia. Scosso dall'accaduto Mirai si rifugia in un albergo e qui scopre che Nasse in realtà non lo ha contattato casualmente ma lo ha scelto come proprio candidato (in competizione con altri dodici angeli) su incarico di Dio in persona. L'onnipotente infatti è intenzionato a ritirarsi 999 giorni dopo nominando il più meritevole dei candidati come suo successore. Mentre Senna gli racconta questa parte della storia Mirai vede in televisione una trasmissione incentrata su un giovane attore di nome Rodriguez, che si vanta di intrattenere relazioni con cinque ragazze diverse. Mirai riesce a vedere un angelo in compagnia di Rodriguez e deduce che il suo successo con le donne sia dovuto all'uso sconsiderato della freccia rossa da parte dello stesso Rodriguez. La sera stessa Rodriguez è impegnato in un'orgia con quattordici ragazze perdutamente innamorate di lui dentro un'automobile, all'improvviso un individuo completamente coperto da una tuta fantascientifica si introduce nell'auto e uccide il giovane attore con una freccia bianca al cuore . L'assassino si rivela essere un candidato intenzionato ad uccidere gli altri dodici candidati per poter prevalere. Questo candidato ha in mente di diventare un supereroe e, mascherandosi, adotta il nome fittizio di Metropoliman per poter combattere il crimine e dare la caccia agli altri candidati. Alla cerimonia di inizio delle scuole superiori Mirai vede un angelo e, temendo si tratti di quello di Metropoliman, cerca di non farsi vedere fallendo. Poco dopo scopre che l'angelo è a guardia di Saki, la ragazza di cui è follemente innamorato da anni e che lo trafigge immediatamente con una freccia rossa. |                                         |                                         |
| 2  | Platinum End 2 「プラチナエンド 2」 - Purachina Endo 2 | 2 maggio 2016 ISBN 978-4-08-880709-6    | 11 gennaio 2018 ISBN 978-88-912-6790-0  |
| 2  | Capitoli - 4. La persona adorata (憧れの人?, Akogare no hito) - 5. Il momento dell'annuncio (発表の瞬間?, Happyō no shunkan) - 6. Un discorso confidenziale (死の宣告?, Shi no senkoku) |                                         |                                         |
| 3  | Platinum End 3 「プラチナエンド 3」 - Purachina Endo 3 | 4 agosto 2016 ISBN 978-4-08-880760-7    | 15 marzo 2018 ISBN 978-88-912-6791-7    |
| 3  | Capitoli - 7. Sentenza di morte (死の宣告?, Shi no senkoku) - 8. Una scelta straziante (苦渋の二択?, Kujū no sentaku) - 9. La torre degli incubi (悪夢のタワー?, Akumu no Tawā) |                                         |                                         |
| 4  | Platinum End 4 「プラチナエンド 4」 - Purachina Endo 4 | 4 novembre 2016 ISBN 978-4-08-880814-7  | 3 maggio 2018 ISBN 978-88-912-6792-4    |
| 4  | Capitoli - 10. Il prodotto del caso (偶然の産物?, Gūzen no sanbutsu) - 11. Cuore di fanciulla (乙女の心?, Otome no kokoro) - 12. Il simbolo della promessa (約束のしるし?, Yakusoku no shirushi) |                                         |                                         |
| 5  | Platinum End 5 「プラチナエンド 5」 - Purachina Endo 5 | 3 febbraio 2017 ISBN 978-4-08-881009-6  | 5 luglio 2018 ISBN 978-88-912-6793-1    |
| 5  | Capitoli - 13. La faccia della determinazione (決意の表情?, Ketsui no kao) - 14. Il riflesso nello specchio (鏡の姿?, Kagami no sugata) - 15. Le porte dell'inganno (誘導の扉?, Yūdō no tobira) |                                         |                                         |
| 6  | Platinum End 6 「プラチナエンド 6」 - Purachina Endo 6 | 2 giugno 2017 ISBN 978-4-08-881080-5    | 6 settembre 2018 ISBN 978-88-912-6794-8 |
| 6  | Capitoli - 16. Dove vanno le lacrime (涙の行方?, Namida no yukue) - 17. Batticuore (胸のどきめき?, Mune no dokimeki) - 18. Il proprio valore (己の価値?, Onore no kachi) - 19. Il contenitore di vetro (硝子の器?, Garasu no utsuwa) |                                         |                                         |
| 7  | Platinum End 7 「プラチナエンド 7」 - Purachina Endo 7 | 2 novembre 2017 ISBN 978-4-08-881161-1  | 8 novembre 2018 ISBN 978-88-912-6795-5  |
| 7  | Capitoli - 20. Una sottile linea tra attacco e difesa (紙一重の攻防?, Kamihitoe no kōbō) - 21. Le loro scelte (二人の選択?, Futari no sentaku) - 22. Bellezza eterna (永遠の美?, Eien no bi) - 23. Pace nel mondo (世界の平和?, Sekai no heiwa) |                                         |                                         |
| 8  | Platinum End 8 「プラチナエンド 8」 - Purachina Endo 8 | 4 aprile 2018 ISBN 978-4-08-881370-7    | 17 gennaio 2019 ISBN 978-88-912-8689-5  |
| 8  | Capitoli - 24. Fiducia assoluta (絶対の自信?, Zettai no jishin) - 25. Una vita (一つの命?, Hitotsu no inochi) - 26. Due luci (二つの光?, Futatsu no hikari) - 27. A tavola insieme (一緒の食卓?, Isshō no tēburu) |                                         |                                         |
| 9  | Platinum End 9 「プラチナエンド 9」 - Purachina Endo 9 | 4 settembre 2018 ISBN 978-4-08-881426-1 | 18 aprile 2019 ISBN 978-88-912-8690-1   |
| 9  | Capitoli - 28. Confessioni in volo (宙空の告白?, Chūkū no kokuhaku) - 29. La forza della diffusione (拡散の力?, Kakusan no chikara) - 30. Il più grande sicario (最高の暗殺者?, Saikō no ansatsusha) - 31. La lista aggiornata (更新のリスト?, Kōshin no risuto) |                                         |                                         |
| 10 | Platinum End 10 「プラチナエンド 10」 - Purachina Endo 10 | 4 febbraio 2019 ISBN 978-4-08-881729-3  | 11 luglio 2019 ISBN 978-88-912-8691-8   |
| 10 | Capitoli - 32. Le speranze di un ragazzo (少年の希望?, Shōnen no kibō) - 33. Gli altri cinque (他の5人?, Hoka no go-nin) - 34. Il travestimento (偽りの姿?, Itsuwari no sugata) - 35. La logica dei numeri (数の論理?, Kazu no ronri) - 36. L'ultima cena (最後の晩餐?, Saigo no bansan) |                                         |                                         |
| 11 | Platinum End 11 「プラチナエンド 11」 - Purachina Endo 11 | 4 luglio 2019 ISBN 978-4-08-881887-0    | 5 dicembre 2019 ISBN 978-88-912-8692-5  |
| 11 | Capitoli - 37. Le condizioni per un contatto (接触の条件?, Sesshoku no jōken) - 38. Le convinzioni dei giovani (青年の主張?, Seinen no shuchō) - 39. Il futuro dell'umanità (人間の未来?, Ningen no mirai) - 40. Nel mirino (照準の先?, Shōjun no saki) - 41. La reazione dell'opinione pubblica (世間の反応?, Seken no hannō) |                                         |                                         |
| 12 | Platinum End 12 「プラチナエンド 12」 - Purachina Endo 12 | 4 febbraio 2020 ISBN 978-4-08-882190-0  | 9 luglio 2020 ISBN 978-88-912-9473-9    |
| 12 | Capitoli - 42. Fonti di guai (災いの元?, Wazawai no moto) - 43. Il prezzo della fama (名誉の代償?, Meiyo no daishō) - 44. Le stelle nel cielo notturno (夜空の星?, Yozora no hoshi) - 45. I sentimenti più profondi (思いの丈?, Omoi no take) - 46. Il giorno del nuovo incontro (再開の日?, Saikai no hi) - 47. L'ora del confronto (対話の時間?, Taiwa no jikan) |                                         |                                         |
| 13 | Platinum End 13 「プラチナエンド 13」 - Purachina Endo 13 | 4 settembre 2020 ISBN 978-4-08-882392-8 | 18 febbraio 2021 ISBN 978-88-912-9816-4 |
| 13 | Capitoli - 48. La responsabilità della scienza (災いの元?, Wazawai no moto) - 49. Le dimensioni del sacrificio (犠牲の規模?, Gisei no kibo) - 50. Per il proprio bene (自分の為?, Jibun no tame) - 51. La scelta di vita (命の選択?, Inochi no sentaku) - 52. Le ali della determinazione (決意の翼?, Ketsui no tsubasa) - 53. Le braccia della salvezza (救いの手?, Sukui no te) |                                         |                                         |
| 14 | Platinum End 14 「プラチナエンド 14」 - Purachina Endo 14 | 4 febbraio 2021 ISBN 978-4-08-882555-7  | 8 luglio 2021 ISBN 978-88-287-6090-0    |
| 14 | Capitoli - 54. La fine degli ideali (思考の果て?, Shikō no hate) - 55. La nascita di Dio (神の誕生?, Kami no tanjō) - 56. Il padrone della creazione (創造の主?, Sōzō no omo) - 57. La felicità di ciascuno (それぞれの幸せ?, Sorezore no shiawase) - 58. L'ultima freccia (最期の矢?, Saigo no ya) |                                         |                                         |

### Anime

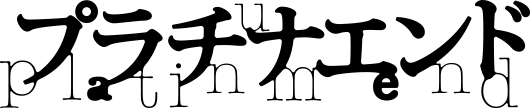
Logo della serie

Un adattamento anime è stato annunciato al Jump Festa '21, il quale è stato prodotto dallo studio Signal.MD e trasmesso in Giappone dall'8 ottobre 2021 al 25 marzo 2022 su TBS. La serie è stata diretta da Hideya Takahashi mentre la sceneggiatura è stata affidata a Shinichi Inotsume. La serie presenta ventiquattro episodi e adatta tutta la storia del manga.
La serie è stata distribuita a livello internazionale al di fuori dall'Asia da Crunchyroll, che l'ha pubblicata in versione sottotitolata in vari Paesi del mondo, tra cui l'Italia.

#### Episodi
| Nº | Titolo italiano Giapponese 「Kanji」 - Rōmaji | In onda          | In onda |
| Nº | Titolo italiano Giapponese 「Kanji」 - Rōmaji | Giapponese       |         |
| 1  | Il dono di un angelo 「天使の贈り物」 - Tenshi no okurimono | 8 ottobre 2021   |         |
| 1  | Un ragazzo di nome Mirai, che vuole essere felice, tenta il suicidio ma viene salvato da Nasse, un angelo. Più tardi, Mirai scopre di essere stato scelto come candidato al ruolo di Dio e compete con altri candidati per diventare una divinità. |                  |         |
| 2  | L'eroe della giustizia 「正義のヒーロー」 - Seigi no Hīrō | 15 ottobre 2021  |         |
| 2  | Mirai decide di andare a scuola. Intanto alcune persone vedono apparire sulla scena un eroe noto con il nome di Metropoliman, il quale viene riconosciuto dalla polizia e che dice alle persone che è diventato un nuovo eroe. Successivamente vengono trasmessi in televisione i suoi coraggiosi sforzi mentre è impegnato a sconfiggere un ladro e così ottiene un gran consenso da parte del pubblico che lo sta guardando. Si scopre poi che è uno dei 13 candidati a diventare un dio e dichiara anche che ha ucciso uno dei suoi nemici e sta per andare dagli altri. Mirai, che vede l'intero evento, rimane scioccato e torna a casa dove comincia a pensare che potrebbe diventare una delle famigerate vittime designate. Nonostante tutti gli avvertimenti decide comunque di andare alla cerimonia di apertura e mentre si incammina verso la scuola vede un angelo. |                  |         |
| 3  | La persona amata 「憧れの人」 - Akogare no hito | 22 ottobre 2021  |         |
| 3  | Mirai è ora uno studente delle superiori e la storia si sposta ad aprile. Il giorno della cerimonia d'ingresso, entra a scuola e vede un angelo che vola in cielo e viene colpito dalla freccia rossa dell'amore della sua amica d'infanzia Saki Hanakago. Mirai è desideroso di offrire la sua vita per proteggere Saki dopo essersi innamorato di Revel, l'angelo ingannatore. Sceglie quindi di sacrificarsi per eliminare un altro candidato. Nel frattempo Metropoliman, il candidato mascherato, fa la sua mossa e la crisi si sposta in una nuova fase. |                  |         |
| 4  | L'ora di riunirsi 「集結の瞬間」 - Shūketsu no shunkan | 29 ottobre 2021  |         |
| 4  | Metropoliman usa una trasmissione televisiva per lasciare un messaggio agli altri candidati a Dio. Vuole che i contendenti si riuniscano e parlino di chi dovrebbe essere il prossimo Dio. Metro Blue e Metro Yellow, i quali sono presenti all'evento, non sono d'accordo con lui. Lo stadio Jinbo diventa così teatro di un conflitto frenetico fra i tre. Mirai e Saki cominciano a discutere su cosa sia meglio fare in questa situazione. Poi, i due vengono costretti a prendere una decisione difficile quando la situazione diventa ancora più urgente di prima. |                  |         |
| 5  | Condanna a morte 「死の宣告」 - Shi no senkoku | 5 novembre 2021  |         |
| 5  | Mirai e Saki lasciano lo stadio Jinbo completamente impotenti dinanzi al loro avversario. Mentre credono che sia troppo difficile affrontare Metropoliman, ovvero lo stratega più formidabile del mondo, i due vengono avvicinati da un nuovo candidato, Nanato Mukaido. Questi avverte Mirai e Saki che Metropoliman non deve diventare il prossimo Dio, e propone di stipulare un'alleanza per sconfiggerlo. |                  |         |
| 6  | Due opzioni dolorose 「苦渋の二択」 - Kujū no nitaku | 12 novembre 2021 |         |
| 6  | Serial Killer Girl A riesce a fuggire dalla struttura in cui è detenuta. Intanto il gruppo di Mirai deduce che Metropoliman deve averla aiutata ad uscire dal carcere per attirare a sé altri candidati a Dio. Mirai poi inizia a disprezzare il fatto che Metropoliman voglia giocare sporco pur di ottenere il suo scopo. |                  |         |
| 7  | La Torre dell'incubo 「悪夢のタワー」 - Akumu no Tawā | 19 novembre 2021 |         |
| 7  | Mirai e Mukaido utilizzano le loro ali per recarsi alla Torre dell'incubo, la quale si rivela essere una terribile trappola. Il loro avversario Metropoliman emerge dalla nebbia e Mirai si confronta con lui, ma viene sconfitto facilmente perché il ragazzo non ha abbastanza fiducia nel combattere. Quando Mirai si ritrova alle strette, la situazione sembra ribaltarsi a suo favore, decidendo di mettere in gioco la sua vita per scagliare una freccia. |                  |         |
| 8  | Il simbolo della promessa 「約束のしるし」 - Yakusoku no shirushi | 26 novembre 2021 |         |
| 8  | La battaglia alla Torre dell'incubo sembra aver portato ad alcuni cambiamenti. Saki, che non ha potuto partecipare al combattimento, è apparentemente infastidito da qualcosa mentre Metropoliman inizia a pianificare la sua prossima mossa. Mirai invece scopre la verità e poi chiede a Saki di fare una scelta particolare. Nel frattempo, anche lo studente delle superiori Kanade Uryu, che in realtà è Metropoliman, elabora un piano per finalizzare il suo progetto. |                  |         |
| 9  | Il volto di un assassino 「刺客の貌」 - Shikaku no kao | 3 dicembre 2021  |         |
| 9  | Un nuovo candidato a Dio, che adora Metropoliman e desidera diventare il suo fedele servitore, tende una trappola a Mirai e ai suoi compagni. |                  |         |
| 10 | Dove vanno le lacrime 「涙の行方」 - Namida no yukue | 10 dicembre 2021 |         |
| 10 | Con la sua famiglia presa in ostaggio da Hajime, Mukaido cerca di salvarli ma cade in una trappola senza via di fuga. Così Mirai si ritrova costretto ad andare a salvare tutti quanti, mettendo nuovamente a rischio la propria vita. |                  |         |
| 11 | Il tuo valore 「己の価値」 - Onore no kachi | 17 dicembre 2021 |         |
| 11 | Saki spara ad Hajime con una freccia rossa, e le cose sembrano voltare a favore di Mirai e Mukaido fino a quando Metropoliman non convoca altri suoi alleati assetati di sangue che si uniscono alla battaglia. |                  |         |
| 12 | Una linea sottile tra attacco e difesa 「紙一重の攻防」 - Kamihitoe no kōbō | 24 dicembre 2021 |         |
| 12 | Fuyuko, uno dei subalterni di Kanade, è un ricercatore che sviluppa dei virus mortali. Minaccia di condurre un atto terroristico indiscriminato e diffondere il suo micidiale virus a meno che Mirai e i suoi compagni non gli permettano di testare su di loro il suo nuovo farmaco. |                  |         |
| 13 | La pace mondiale 「世界の平和」 - Sekai no heiwa | 7 gennaio 2022   |         |
| 13 | Mirai e Metropoliman accettano di combattere in modo leale e diretto, a turno, sparandosi frecce l'uno contro l'altro. Mentre il loro duello si svolge, Metropoliman riflette sul passato e sui propri valori personali. |                  |         |
| 14 | Due luci 「二つの光」 - Futatsu no hikari | 14 gennaio 2022  |         |
| 14 | Mirai e Kanade non sanno che il loro duello è stato trasmesso in streaming online da qualcuno. Mentre le persone in tutto il Giappone e persino l'MPD guardano la diretta e si comportano di conseguenza, il loro scontro si avvicina verso la fine. |                  |         |
| 15 | Potere diffuso 「拡散の力」 - Kakusan no chikara | 21 gennaio 2022  |         |
| 15 | Mukaido sacrifica la propria vita per porre fine alla lunga battaglia con Metropoliman, ovvero Kanade. Tuttavia, Mirai nota che Kanade è stato segretamente colpito da una freccia rossa da qualcun altro che lo ha così manovrato. Intanto l'MPD inizia a indagare sulle identità dei candidati a Dio e la situazione entra nella fase successiva. Alla fine un nuovo candidato a Dio inizia ad agire per conto proprio. |                  |         |
| 16 | Il più grande assassino del mondo 「拡散の力」 - Kakusan no chikara | 28 gennaio 2022  |         |
| 16 | Il nuovo candidato a Dio è Susumu, uno studente delle scuole elementari, il quale rivela delle informazioni relative al nuovo processo di selezione di Dio in una trasmissione televisiva in diretta. Di conseguenza, le persone di tutto il mondo iniziano a cercare i candidati a Dio e ciò porta Mirai e Saki a provare un forte disagio in quanto il mondo intero li sta cercando e le loro identità non devono essere scoperte. Un giorno, mentre tornano da scuola, un detective dell'MPD di nome Hoshi si avvicina a Mirai. |                  |         |
| 17 | Gli altri cinque 「他の5人」 - Hoka no gonin | 4 febbraio 2022  |         |
| 18 | L'ultima cena 「最後の晩餐」 - Saigo no bansan | 11 febbraio 2022 |         |
| 19 | Il futuro dell'umanità 「人間の未来」 - Ningen no mirai | 18 febbraio 2022 |         |
| 20 | Il prezzo dell'onore 「名誉の代償」 - Meiyo no daishō | 25 febbraio 2022 |         |
| 21 | Il momento di discutere 「対話の時間」 - Taiwa no jikan | 4 marzo 2022     |         |
| 22 | Le ali della determinazione 「覚悟の翼」 - Kakugo no tsubasa | 11 marzo 2022    |         |
| 23 | Alla fine del ragionamento 「思考の果て」 - Shikō no hate | 18 marzo 2022    |         |
| 24 | L'ultima freccia 「最期の矢」 - Saigo no ya | 25 marzo 2022    |         |

## Accoglienza
Il primo volume di Platinum End ha debuttato al secondo posto nella lista settimanale di Oricon dei manga più venduti, con 105 213 copie vendute. A dicembre 2020, il manga ha venduto 4,5 milioni di copie. Nel recensire il primo capitolo, Ian Wolf di Anime UK News ha paragonato Platinum End a Ōba e la precedente serie di Obata, Death Note, affermando: "il protagonista è un adolescente stufo della vita, che è guidato da una forza soprannaturale e entrambi i protagonisti sembrano trovarsi sulla strada per diventare una divinità. Tuttavia, mentre Light Yagami usa i suoi poteri per fini diabolici, uccidendo chiunque sospetti di fare qualcosa di sbagliato mentre viene osservato da uno shinigami, Mirai Kakehashi è guidato da una forza apparentemente più benevola". Inoltre ha anche scritto che la serie è un esempio di un gioco della morte, citando la morte di uno dei candidati a Dio nel secondo capitolo.
Jarius Taylor di The Fandom Post ha dato alla serie come punteggio una B+ paragonando Platinum End a Mirai Nikki scrivendo: "Anche se non ho troppi dubbi che sarà più forte nel complesso, il nervosismo evidente qui non è qualcosa che ero abbastanza mi aspettavo da Ōba. Tuttavia è una lettura piuttosto interessante dall'inizio alla fine, e c'è molto potenziale in termini sia di aspetti da thriller che del tema generale. Si spera che sarà in grado di differenziarsi da Mirai Nikki più avanti, ma per ora l'idea che Ōba e Obata provino la loro versione mi sembra piuttosto buona".